# Булгаков Іван Опанасович
Іван Опанасович Булгаков (рос. Иван Афанасьевич Булгаков; 1900, Київ, Російська імперія — 1969, Париж, Франція) — болгарський футболіст, півзахисник. Брат письменника Михайла Булгакова. Емігрував з України до Болгарії після поразки у війні з комуністичною Росією.

## Життєпис
Навчався в 1-й Київській Олександрівській гімназії, яку не встиг завершити через початок громадянської війни. У січні 1919 року зарахований до Астраханської Білої армії, проте через 2 місяці захворів на черевний тиф. Після одужання зарахований добровольцем до Київської армії й на початку 1920-х років інтернований у Польщі з корпусом генерала В. М. Бредова. У липні 1920 року воював у Криму з загоном генерала Бредова, звідки в листопаді евакуйований до російської Білої армії П. М. Врангеля в Галліполі. 
1921 року переїхав до Болгарії та оселився у Варні. Тут він розкриває в собі таланти спортсмена та музиканта.
Окрім занять музикою, також писав вірші. У Варні він організував дитячий оркестр гри на балалайці. Одруживсня на Наталії Минько, у 1925 році в подружжя народилася донька Ірина. 
1930 році, на запрошення брата Михайла, разом з родиною емігрував до Парижу. У Франції почав працювати музикантом в одному з ресторанів. Іван підтримує зв'язок зі своїм старшим братом Михайлом й присвячує йому декілька віршів, але через обмеження, накладені в Радянській Росії, два брата вже не мають змоги зустрітися один з одним. Іван Булгаков помер у Парижі у 1969 році.

### Кар'єра футболіста
Грав за «Владислав» з Варни у період з 1922 по 1930 рік. У міському та обласному чемпіонаті Варни, а також у національному чемпіонаті Болгарії зіграв 104 матчі, в яких відзначився 26-а голами. Протягом 8 років виступав на позиції півзахисника. Дворазовий чемпіон та володар Кубка Болгарії 1925 та 1926 років. Фізично сильний, витривалий та міцний у єдиноборствах, Булгаков добре вписався в чемпіонський склад.